# Abuko Nature Reserve
Abuko Nature Reserve är ett naturreservat i Gambia. Det ligger i Banjulförorten Abuko, i distriktet Kanifing cirka 11 km sydväst om Banjuls centrum. Arean är 105 hektar.
Naturreservatet inrättades för att skydda områdets fåglar och primater. Här finns bland annat en station som vårdar skadade djur. Typiska däggdjur i reservatet är röda guerezor, husarapa, Chlorocebus pygerythrus och buskbock. Fågelfaunan utgörs bland annat av vitryggig natthäger, brokhök samt flera olika papegojfåglar, turakor, paradismonarker och solfåglar.